# アルベルト・ルートヴィヒ大学フライブルク

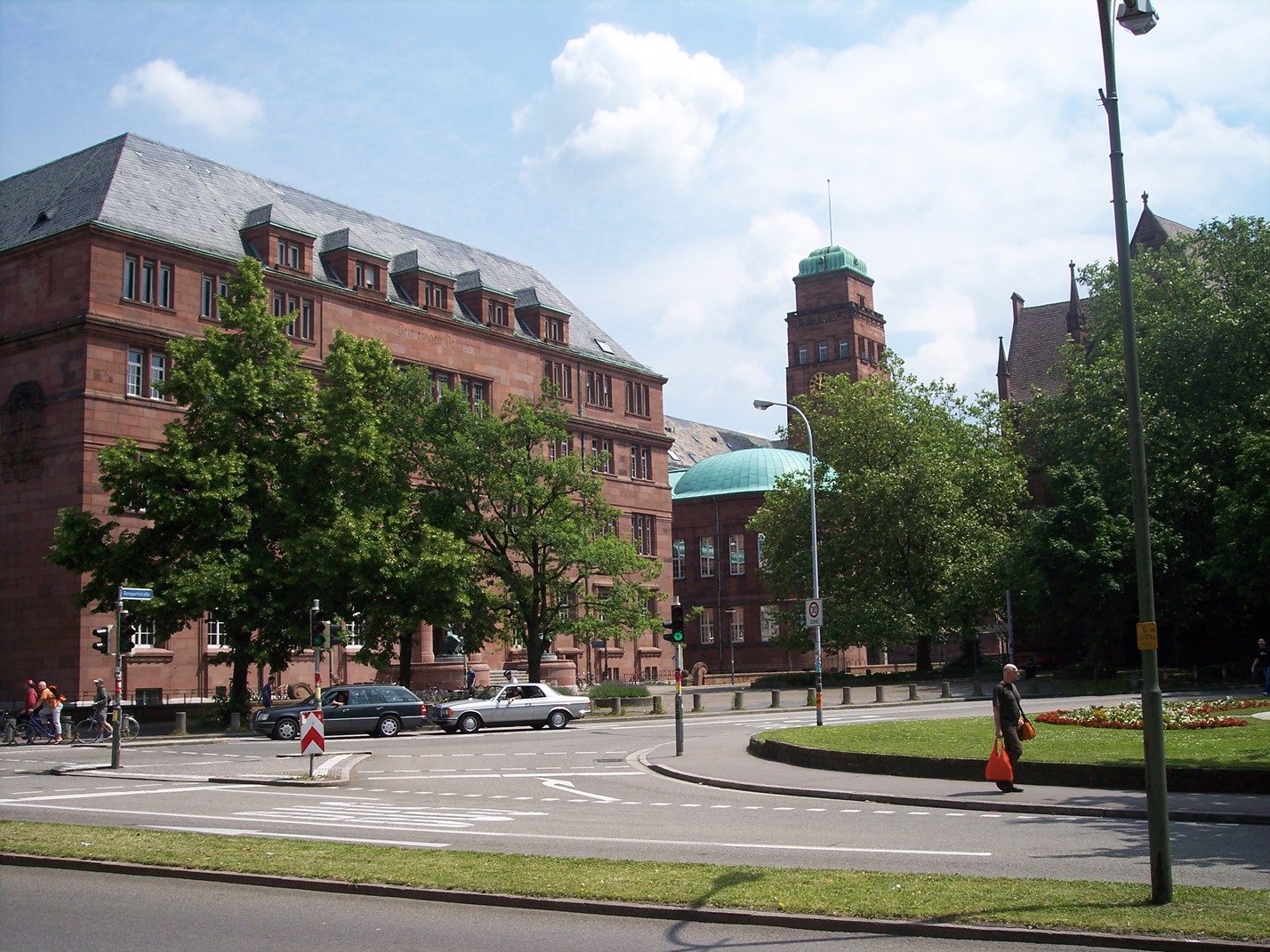
キャンパスの一部

アルベルト・ルートヴィヒ大学フライブルク（アルベルト・ルートヴィヒだいがくフライブルク、Albert-Ludwigs-Universität Freiburg） は、ドイツ南西部、バーデン＝ヴュルテンベルク州フライブルク・イム・ブライスガウにある国立大学である。通称「フライブルク大学」。

## 概要
ドイツで5番目に古い大学であり、1457年、オーストリア大公アルブレヒト6世によって創立された。ドイツで最も権威のある大学の一つであり、ヨーロッパにおいてもトップクラスの名門大学の一つに数え上げられる。人文学、社会科学、自然科学等の分野において長い伝統を持つ。数多くの偉大な学者を輩出し続けている事で知られ、19名のノーベル賞受賞者がフライブルク大学と関わりがあり、また、哲学者エトムント・フッサールやマルティン・ハイデッガーなど、著名な学者が卒業、そして教鞭を執った事でも知られる。学術研究分野において質・量ともに最も優れた大学が加盟する事ができるヨーロッパ研究大学連盟に、オックスフォード大学、ケンブリッジ大学、ハイデルベルク大学、その他16の大学と共に加盟している。また、2007年、ドイツにおける「卓越した大学（Exzellenzinitiative）」に指定された。
創立時には医学、法学、哲学、神学の4学部であったが、現在は11の学部を擁し、学生数約2万5千人、アカデミックスタッフ9,000人の総合大学である。哲学者マルティン・ハイデッガー、神学者グレゴール・ライシュなど、多くの高名な学者が教鞭を執った。卒業生の中にも、哲学者ハンス・ゲオルク・ガダマーや社会学者ニクラス・ルーマンといった著名な学者がいる。

## 歴史
ハプスブルク家 のオーストリア大公（Habsburger Erzherzoge）が	ウィーン大学の次に設立した大学である。ローマ教皇 カリクストス3世（Calixt III.）による1455年4月20日の大勅書（Bulle）はアルブレヒト6世の嘆願書（Supplik）に関係している。1457年9月21日の創立証書（Fundationsbrief）は、神聖ローマ皇帝 フリードリヒ3世とジークムント・フォン・チロルの名も併記することにより創設がハプスブルク家全体の要求であることを明示している。フリードリヒ3世の関与は、当時のウィーン大学との緊張関係も一因とみられる。1477年11月8日のシクストス4世（Sixtus IV.）の贈与証書（Dotationsbestätigung）と1492年4月13日のマクシミリアン1世の特権授与（Privileg）によって大学創設事業は完成をみた。開学当初の教師陣は、神学、教会法学、医学の3教授、リベラルアーツのマギステル（magister artium / liberalium artium magister ）4人と小規模であった。設備はおもに教会禄（Pfarrpfründe）の併合とフライブルク市の援助に依拠した。バーゼル、テュービンゲン等、ドイツ語圏の他の地域に大学が創設されたことにより、入学する学生の出身地域が狭められた。学生数は300人を上回ることは長らく滅多になかったが、ハイデルベルク大学を上回る時もあった。人文主義を標榜した時には有名教授を擁し、隆盛の時期を迎えたが、宗教改革の時代にはカトリック色を強めた。

## 学部
現在当大学が擁する学部は以下の通り。
1. Theologische Fakultät
2. Rechtswissenschaftliche Fakultät
3. Wirtschafts- und Verhaltenswissenschaftliche Fakultät
4. Medizinische Fakultät
5. Philologische Fakultät
6. Philosophische Fakultät
7. Fakultät für Mathematik und Physik
8. Fakultät für Chemie, Pharmazie und Geowissenschaften
9. Fakultät für Biologie
10. Fakultät für Forst- und Umweltwissenschaften
11. Technische Fakultät (Informatik und Mikrosystemtechnik)

すなわち、神学、法学、経済学・行動科学、医学、文献学、哲学、数学・物理学、化学・薬学・地学、生物学、森林科学・環境科学、工学(情報工学・マイクロシステム工学)の全11学部である。

## キャンパス

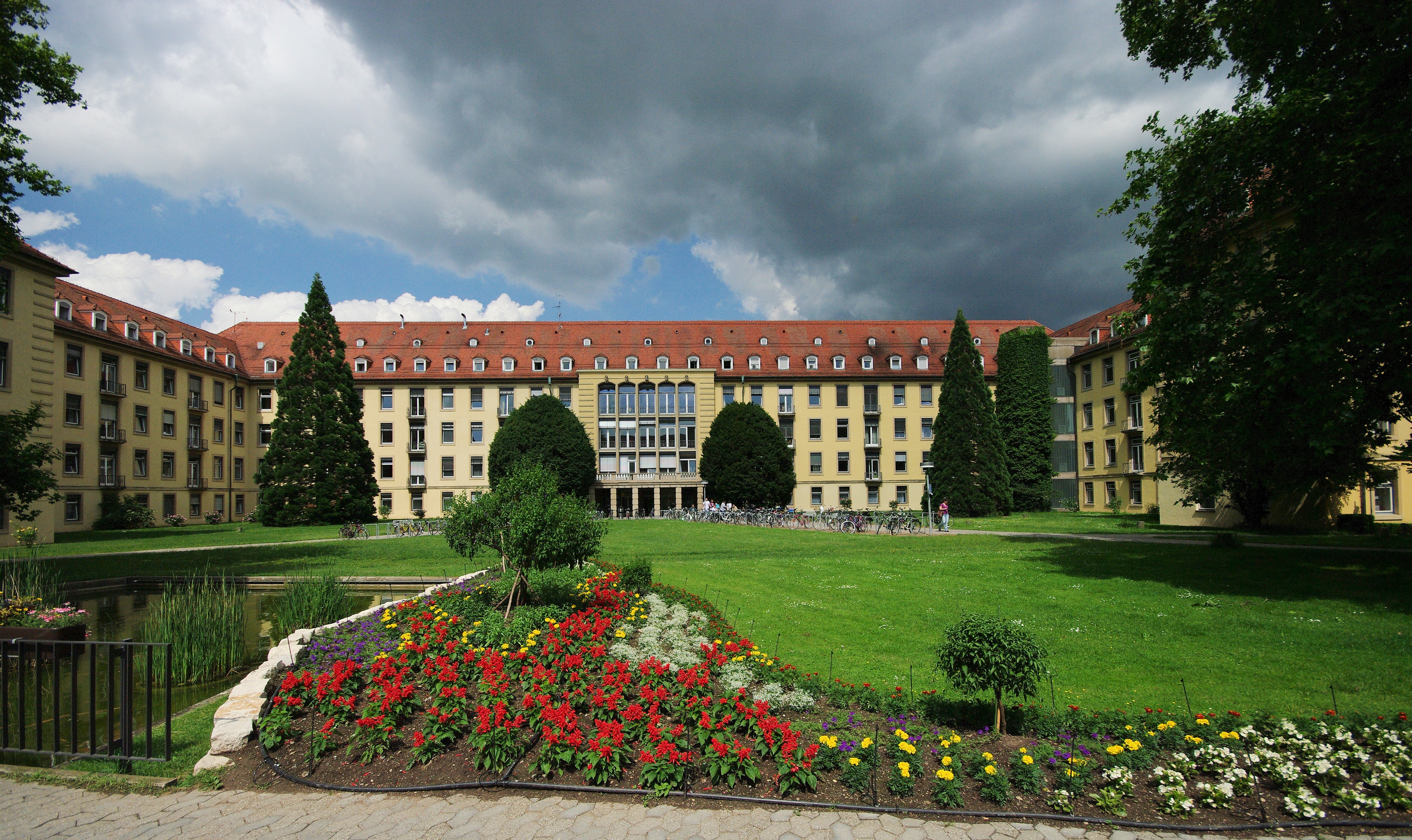
フライブルク大学病院

本部・教務部・工学部の３つの主要な校舎を中心としてフライブルクの約６か所にキャンパスが点在しており、街全体がキャンパスのような役割を果たしている。
歴史の古い大学であるため文化的価値の高い校舎も多く、特にゴシック様式を取り入れた旧図書館や教務部棟などは市の観光名所である。
　また、医学部には病床数1600を誇るフライブルク大学病院が併設されており、ドイツ国内で最も規模の大きい病院のひとつである。当病院は2002年に世界初の人工心臓の移植に成功するなど、技術的にも高く評価されている。

## 入試制度と学生
フライブルク大学は現在１１の学部を擁し、生徒数は附属の大学院と合わせて約21600人である。(そのうち約16％はドイツ国外からやってくる学部または交換留学生)  入試の方法は学部によって大きく異なるが、すべての学部において受験生の統一試験での評価を基本とした厳しい入試制度が徹底されている。2010年の入試では、約26000人の受験者に対し合格者は4000人程度であった。
またフライブルク大学は2012年秋から国内初となるリベラルアーツ学部を新設し、教授言語を４年間英語のみとするなど国際的な教育制度を新たに提供している。

## 関係者

### 教授など
- デジデリウス・エラスムス
- エルンスト＝ヴォルフガング・ベッケンフェルデ
- ホルスト・エームケ
- コンスタンティン・フェーレンバッハ
- ヴァルター・オイケン
- フリードリヒ・ハイエク
- アドルフ・クスマウル
- パウル・ランゲルハンス
- エトムント・フッサール
- フリードリヒ・マイネッケ
- ヒューゴー・ミュンスターバーグ
- ハインリヒ・リッケルト
- マックス・ヴェーバー
- ヴィルヘルム・ヴィンデルバント
- アントン・ド・バリー
- ジョルジュ・J・F・ケーラー
- カール・ネーゲリ
- ユリウス・フォン・ザックス
- ハンス・シュペーマン
- アウグスト・ヴァイスマン
- ゲオルク・ド・ヘヴェシー
- ヘルマン・シュタウディンガー
- ハインリッヒ・ヴィーラント
- アドルフ・ヴィンダウス
- ゲオルク・ウィッティヒ
- マルティン・ヴァルトゼーミュラー
- フェルディナント・フォン・リンデマン
- クリストフ・シャイナー
- エルンスト・ツェルメロ
- エミール・ワールブルク

### 卒業生・出身者
- マルティン・ハイデッガー - 哲学者
- マックス・ホルクハイマー - 哲学者、社会学者
- ヴァルター・ベンヤミン - 哲学者、思想家、評論家
- ノルベルト・エリアス - 哲学者、詩人
- カール・レーヴィット - 哲学者
- エーディト・シュタイン - 哲学者、フェミニスト
- レオ・シュトラウス - 政治哲学者
- ヘルベルト・マルクーゼ - 哲学者
- フランツ・ローゼンツヴァイク - 哲学者、思想家
- ニクラス・ルーマン - 社会学者
- インゲボルグ・シュヴェンツァー - 法律家
- ベルンハルト・シュリンク - 法学者、小説家
- アルフレート・デーブリーン - 小説家
- ハンス・マグヌス・エンツェンスベルガー - 作家、評論家
- コンラート・アデナウアー - 西ドイツ初代連邦首相
- ギュンター・ブローベル - 生物学者、ノーベル生理学・医学賞
- パウル・エールリヒ - 細菌学者、ノーベル生理学・医学賞
- フィリップ・ショウォルター・ヘンチ - 医師、ノーベル生理学賞・医学賞
- ベルト・ザクマン - 細胞生理学者、ノーベル生理学賞・医学賞
- オットー・ワールブルク - 生理学者、ノーベル生理学賞・医学賞
- ゲオルク・ド・ヘヴェシー - 化学者、ノーベル化学賞
- アドルフ・ヴィンダウス - 化学者、ノーベル化学賞
- マリオ・モリーナ - 化学者、ノーベル化学賞
- ハンス・クレブス - 医師、ノーベル生理学賞・医学賞
- ヒルデ・ブルック - 医学者、精神科医、精神分析家
- ローベルト・バーラーニ - 耳鼻科医
- ローレンツ・オーケン - 博物学者
- エルンスト・ツェルメロ - 数学者
- マルティン・ヴァルトゼーミュラー - 地理学者
- クラウス・ロート - 国際コミュニケーション学者
- トーマス・デーラー - 政治家
- ヨーゼフ・ヴィルト - 政治家、ドイツ最年少首相
- コンスタンティン・フェーレンバッハ - 政治家、中央党首相
- トーマス・デメジエール - 政治家
- ユリウス・レーバー - 反ナチス主義政治家
- ヒルデガルト・ベーレンス - ソプラノ歌手
- ドゥシャン・ポポヴ - スパイ
- 香田芳樹 - 日本の独文学者
- 清野謙次 - 日本の考古学者、人類学者
- 出口雅久 - 日本の法学者
- 福澤直樹 - 日本の経済史学者